# Ska punk
Ska punk – styl muzyczny powstały w drugiej połowie lat 80. w Kalifornii z połączenia ska i punk rocka, inspirowany brzmieniem brytyjskiego 2 Tone; podstawowy nurt tzw. „trzeciej fali ska”.

## Historia
Za prekursorów gatunku uważa się założony w roku 1987 kalifornijski zespół Operation Ivy. Również z tego regionu pochodziło kilka innych znanych formacji grających ska punk (przynajmniej w początkowym okresie działalności), takich jak Fishbone, No Doubt, Rancid, Save Ferris czy też The Aquabats. Innymi ośrodkami, w których nurt ten intensywnie się rozwijał, były Nowy Jork (The Toasters, The Slackers) oraz Boston (Bim Skala Bim, The Mighty Mighty Bosstones). Brzmienie ska punku charakteryzował powrót do jamajskich korzeni gatunku, przejawiające się przede wszystkim intensywniejszym niż w 2 Tone wykorzystaniem sekcji dętej oraz częstym wykonywaniem coverów klasycznych przebojów z lat 60. takich grup jak The Skatalites, The Ethiopians, Toots & The Maytals, Bob Marley & The Wailers.
Duży wpływ na wzrost znaczenia „trzeciej fali ska” miała emitowana w jednej z kalifornijskich rozgłośni radiowych cotygodniowa audycja The Ska Parade, w której zapraszane zespoły grały na żywo. Szczyt popularności gatunku w Stanach Zjednoczonych przypadł na drugą połowę lat 90.; w międzyczasie dotarł on również do Europy, w tym także do Polski. Zdecydowana większość polskich formacji ska wykonuje właśnie ska punk - najbardziej znane z nich to m.in. Cała Góra Barwinków, Koniec Świata, Plagiat 199, Podwórkowi Chuligani, Rh+, Skangur, Skankan, Trawnik, Sari Ska Band, Trawnik, Vespa oraz Zabili Mi Żółwia.
Ska core to podgatunek wywodzący się z połączenia ska z hardcore punkiem. Termin ten pojawił się po raz pierwszy w tytule albumu wspomnianych The Mighty Mighty Bosstones z roku 1993 - Ska-Core, the Devil & More.